# Sonja Norská
Královna Sonja Norská narozena jako Sonja Haraldsen (* 4. července 1937 Oslo) je manželka norského krále Haralda V.
Vyučila se švadlenou, později studovala francouzštinu, angličtinu a historii umění na Univerzitě v Oslu. V roce 1959 se seznámila s princem Haraldem a začali spolu chodit. Až poté, co Harald dal najevo, že si žádnou jinou ženu nevezme, souhlasil jeho otec, král Olaf V. a norský parlament se svatbou. Ta se konala 29. srpna 1968 v katedrále v Oslu. Po Olafově smrti složil princ Harald 21. ledna 1991 královskou přísahu v Stortingu a pomazání dostal v Nidaroské katedrále 23. června 1991, čímž se stal Haraldem V. a jeho žena královnou manželkou.

## Tituly a vyznamenání

### Norská vyznamenání
- velkokříž s řetězem Řádu svatého Olafa – 1972[3]
- velkokříž Norského královského řádu za zásluhy[3]